# Zinedine Bensalem
Zinedine Bensalem (Kouba, 25 mei 1990) is een Algerijns voetballer die momenteel onder contract staat bij MC Alger. Hij maakt deel uit van het nationale beloftenelftal.